# Hermann Götz (Politiker, 1888)
Hermann Götz (* 30. November 1888 in Wertheim; † 21. Oktober 1971 ebenda) war ein deutscher Unternehmer und baden-württembergischer Kommunalpolitiker. Er war von 1946 bis 1948 Landrat des Landkreises Tauberbischofsheim.

## Leben

### 1988–1918: Ausbildung und erste Arbeitsjahre
Hermann Götz wurde am 30. November 1888 in Wertheim als Sohn eines Schiffers geboren. Von 1894 bis 1902 besuchte Götz die Volksschule Wertheim. Daraufhin ging er bis 1905 im väterlichen Betrieb, einer Sandbaggerei mit Versandhandel, sowie im Schifffahrtsbetrieb Valentin Herz in Lehre. Dabei erlernte er die Berufe Schiffer und Baggerführer. Von 1908 bis 1910 besuchte Götz in zwei viermonatigen Abschnitten die Handelsschule in Mannheim. Ab 1910 arbeitete Hermann Götz zunächst als kaufmännischer Angestellter bei einer Mannheimer Reederei, bevor er von 1912 bis 1913 die Leitung der Reederei Rheinstern übernahm. Von 1913 bis 1915 arbeitete Götz als Korrespondent bei einer Speditionsfirma in Rotterdam sowie als Disponent bei verschiedenen Reedereien.
Zwischen 1915 und 1918 absolvierte Götz im Ersten Weltkrieg Militärdienst.

### 1918–1945: Zeit in Ostpreußen bis zum Zweiten Weltkrieg
Nach dem Ersten Weltkrieg verschlug es Götz nach Ostpreußen. Von 1918 bis 1919 arbeitete er zunächst als kaufmännischer Angestellter bei einer Speditionsfirma in Königsberg. 1919 gründete Götz das Unternehmen Wasser-Transport-Vermittlung GmbH in Königsberg und baute dieses in der Folge auf. Ab 1920 bis 1945 arbeitete er als selbstständiger Unternehmer.
Von 1922 bis 1925 agierte Götz als Vorsitzender des Ostpreußischen Privat-Schiffer-Verbands in Königsberg. 1926 gründete er die Ostpreußische Binnenschiffer-Kreditgenossenschaft GmbH und leitete diese bis 1935. Im Jahre 1930 übernahm er eine Fahrgastreederei und betrieb ab demselben Jahr auch ein Kurhaus sowie Hotels in Rossitten und Kranzbeek. Zwischen 1938 und 1941 bewirtschaftete Götz ein landwirtschaftliches Gut in Rossitten. 1938 errichtete er auch ein Café in der Stadt.

### 1945–1954: Vertreibung und Rückkehr nach Wertheim
Nach dem Ende des Zweiten Weltkrieges wurde Götz aus Ostpreußen vertrieben und kehrte in seine Geburtsstadt Wertheim zurück. Von 1946 bis 1948 arbeitete Götz als Landrat des Landkreises Tauberbischofsheim. Daraufhin betrieb er bis 1954 als selbstständiger Unternehmer die Wertheimer Glasinstrumentenfabrik und ab 1954 einen Thermometerhandel.

### 1955–1971: Zeit in Heidelberg und Tod in Wertheim
1955 wechselte Götz wiederum sein Betätigungsfeld und führte bis 1967 in Heidelberg eine Fahrgastreederei auf dem Neckar. Am 21. Oktober 1971 starb Götz in Wertheim.
Götz war parteilos. Er war Mitglied des ostpreußischen Landeseisenbahnrates Königsberg, Wasserstraßenbeirat in Ostpreußen und Mitglied im Frachtenausschuss Königsberg für Ostpreußen.